# René de Ceccatty
René de Ceccatty, né le 1er janvier 1952 à Tunis, est un écrivain, traducteur et éditeur français.

## Biographie
René de Ceccatty est né en 1952 en Tunisie. Sa famille s'installe en France en 1958. Il effectue des études de philosophie à la Sorbonne , et y présente un mémoire sur le psychiatre Ludwig Binswanger et un doctorat sur l'écrivaine Violette Leduc.
Après avoir enseigné comme professeur de philosophie, René de Ceccatty devient conseiller littéraire aux éditions Denoël, puis aux éditions Gallimard, Rivages et Stock, puis  directeur de collections, aux éditions du Seuil, tout en écrivant. Il est également critique littéraire, notamment pour le journal Le Monde.
Romancier et dramaturge, traducteur de l'italien et du japonais (en collaboration avec Ryôji Nakamura), René de Ceccatty connaît bien les œuvres de Pier Paolo Pasolini, de Violette Leduc, d'Alberto Moravia, de Giacomo Leopardi et la littérature italienne en général, ainsi que la littérature japonaise. Il a notamment traduit des classiques italiens (La Divine Comédie, Le Canzoniere de Pétrarque et les Chants de Leopardi).
Son livre L'Accompagnement (1994) a eu une résonance particulière : c'est, en effet, l'œuvre d'un romancier de l'introspection poétique, dans le droit fil d'écrivains comme Hector Bianciotti, Natsume Sōseki ou Jean Rhys.
Ses romans Aimer (1996), Consolation provisoire (1998), L'Éloignement (2000), Fiction douce (2002) et Une fin (2004) forment un ensemble consacrée en particulier à la difficulté d'aimer et peuvent être associés au mouvement littéraire de l'autofiction. Il poursuit dans cette veine avec L'Hôte invisible (2007) et Raphaël et Raphaël (2012), tout en publiant des biographies (comme celles de Pier Paolo Pasolini, d'Alberto Moravia, de Maria Callas ou encore de Violette Leduc, des essais et des récits à la fois intimes et érudits. Il a consacré des récits biographiques à Giacomo Leopardi, à Sibilla Aleramo et à Greta Garbo. Ainsi qu'au photographe et collagiste amateur Serge Tamagnot.
René de Ceccatty a travaillé pour le théâtre, notamment avec le metteur en scène Alfredo Arias, et des comédiennes, telles Claudia Cardinale, Isabelle Adjani, etc. Il a également travaillé à plusieurs reprises avec Giorgio Ferrara pour le Festival de Spoleto, notamment pour la dramaturgie de Don Giovanni de Mozart, en 2017, ainsi que pour les livrets de trois opéras de Silvia Colasanti, Minotauro, Proserpine et Arianna, Fedra, Didone.
Comme directeur littéraire, il a publié, entre autres, des œuvres de l'écrivain algérien Rabah Belamri, de Catherine Lépront, d'Antoine Volodine, de Silvia Baron Supervielle, de Patrick Chamoiseau, de Giuseppe Bonaviri, d'Édouard Louis, de Chantal Thomas, d'Agnès Clerc, d'Olivier Charneux, de Marguerite Duras, de Patrick Drevet, de Gilles Barbedette, du pianiste roumain Andrei Vieru, d'Anne Weber, de Marie-Claire Blais, du poète d'origine syrienne Adonis. Aux éditions Hatier, il a créé la collection « Haute Enfance », reprise plus tard chez Gallimard, puis il a fondé, aux éditions du Seuil, où il est éditeur, les collections « Solo » et « Réflexion ».
Il est le co-scénariste du film Violette de Martin Provost, consacré à Violette Leduc.

### Famille
René de Ceccatty est le frère de l'écrivain et traducteur Jean Pavans.

## Publications

### Romans, récits et nouvelles
- 1979 : Personnes et Personnages, Paris, Éditions de la Différence  (ISBN 2729100687)
- 1980 : Jardins et Rues des capitales, Paris, éditions de la Différence  (ISBN 2729100806)
- 1982 : Esther, Paris, éditions de la Différence  (ISBN 2729100962)
- 1985 : L’Extrémité du monde, Paris, Éditions Denoël  (ISBN 2207230627)
- 1986 : L’Or et la Poussière, Paris, Gallimard  (ISBN 2070705137)
- 1987 : Babel des mers, Paris, Gallimard, coll. « Blanche »  (ISBN 2070707350)
- 1988 : La Sentinelle du rêve, Paris, Michel de Maule  (ISBN 2876230410)
- 1990 : L’Étoile rubis, Paris, Éditions Julliard  (ISBN 2260007600)
- 1992 : Le diable est un pur hasard, Paris, Mercure de France, coll. « Bleue »  (ISBN 2715217897)
- 1994 : L'Accompagnement, Paris, Gallimard, coll. « Blanche »  (ISBN 2070738590)
- 1996 : Aimer, Paris, Gallimard, coll. « Blanche »  (ISBN 207074583X)
- 1998 : Consolation provisoire, Paris, Gallimard, coll. « Blanche »  (ISBN 2070752089)
- 2000 : L’Éloignement, Paris, Gallimard, coll. « Blanche »  (ISBN 2070756947)
- 2002 : Fiction douce, Paris, Éditions du Seuil  (ISBN 2020537842)
- 2004 : Une fin, Paris, Éditions du Seuil  (ISBN 978-2020639828)
- 2007 : L'Hôte invisible, Gallimard  (ISBN 9782070780679)
- 2012 : Raphaël et Raphaël, Éditions Flammarion  (ISBN 978-2081278998)
- 2015 : Objet d’amour, Éditions Flammarion  (ISBN 978-2-08-134381-8)
- 2017 : Enfance, dernier chapitre, Paris, éditions Gallimard, coll. « Blanche biographies »  (ISBN 9782072694127)
- 2019 : Mes années japonaises, Paris, Mercure de France,  (ISBN 9782715253049)
- 2022 : Le Soldat indien, Paris, Éditions du Canoë  (ISBN 9782490251551)

### Essais
- 1982 : Mille ans de littérature japonaise (en collaboration avec Ryôji Nakamura), Paris, éditions de la Différence ; réédition, Arles, Picquier, 2011  (ISBN 9782877308182)
- 1994 : Violette Leduc, éloge de la bâtarde, Paris, Stock  (ISBN 223404359X)
- 1994 : Laure et Justine, Paris, Jean-Claude Lattès  (ISBN 2709616610)
- 2004 : Sibilla Aleramo, Monaco, éditions du Rocher  (ISBN 2268049272)
- 2005 : Pasolini, Paris, éditions Gallimard, coll. « Folio biographies »  (ISBN 978-2-07-030858-3)
- 2009 : Maria Callas, Paris, éditions Gallimard, coll. « Folio biographies »  (ISBN 9782070348558)
- 2010 : Alberto Moravia, Paris, Flammarion  (ISBN 9782081209664)
- 2011 : Noir souci (Leopardi), Paris, Flammarion  (ISBN 978-2081256484)
- 2011 : Se souvenir et oublier, entretiens avec Adriana Asti, Portaparole  (ISBN 978-8889421994)
- 2013 : Un renoncement (Garbo), Paris, Flammarion  (ISBN 978-2081280540)
- 2014 : Mes Argentins de Paris, Paris, Séguier  (ISBN 978-2840496687)
- 2018 : Elsa Morante, une vie pour la littérature, Paris, Tallandier  (ISBN 9791021022157)
- 2018 : Le Christ selon Pasolini. Une anthologie, Paris, Bayard  (ISBN 978-2227492318)
- 2022 : Avec Pier Paolo Pasolini, Éditions du Rocher (ISBN 978-2268106985)
- 2025 : Monsieur Miroir, La vie extravagante de Serge Tamagnot, Éditions du Canoë (  (ISBN 9782487558045))

### Adaptations pour le théâtre
- 1987 : L’Ange de l’information d’Alberto Moravia, Gallimard
- 1993 : Cachafaz de Copi, Actes Sud-Papiers
- 1995 : Faust argentin d’Estanislao Del Campo (en collaboration avec Alfredo Arias et Jorge Schussheim), Actes Sud-Papiers
- 1998 : Aimer sa mère (collectif), Actes Sud-Papiers
- 1999 : Les Peines de cœur d'une chatte française (en collaboration avec Alfredo Arias), Seuil Jeunesse
- 2000 : La Venexiana d’un auteur anonyme du XVIe siècle, Avant-Scène
- 2000 : La Dame aux camélias d’après le roman d’Alexandre Dumas fils, Seuil
- 2003 : Pallido oggetto del desiderio d’après La Femme et le Pantin de Pierre Louÿs, Théâtre Rossetti de Trieste
- 2005 : Mère et Fils (collectif), Actes Sud-Papiers
- 2005 : Le Mot amour, Paris, Gallimard, coll. « Blanche »  (ISBN 2070775720)
- 2006 : Alica d'après Alice in Wonderland and Through the Looking Glass de Lewis Carroll, Théâtre National de Slovénie
- 2019 : La ballata della Zerlina d'après Die Schuldlosen de Hermann Broch Festival dei 2 mondi di Spoleto

### Théâtre (hors adaptations)
- 2002 : Concha Bonita avec Alfredo Arias Théâtre National de Chaillot
- 2007 : Divino amore avec Alfredo Arias, théâtre du Rond-Point
- 2012 : Hermanas et Cinelandia avec Alfredo Arias, théâtre du Petit-Montparnasse
- 2017 : Madame Pink, avec Alfredo Arias, Teatro Mercadante, Napoli
- 2023 : Frühling, Ateki éditions  (ISBN 978-2-9573452-4-3), Festival d'Avignon, Off, 1969

### Traductions
- 1982 : L'Évangile selon Judas de Giuseppe Berto, Denoël  (ISBN 978-2-20722-776-3)
- 1985 : Le Stade de Wimbledon de Daniele Del Giudice, éditions Rivages
- 1985 : La Chose d'Alberto Moravia, Flammarion
- 1990 : Poésies, 1943-1970, de Pier Paolo Pasolini, Gallimard (collectif)
- 1991 : La mère mystérieuse d'Horace Walpole, José Corti  (ISBN 978-2-71430-405-6).
- 1995 : Les contes hiéroglyphiques d'Horace Walpole, Café-Clima, rééd. Le Petit Mercure, Mercure de France.  (ISBN 978-2-71521-952-6)
- 1998 : Histoires de la cité de Dieu de Pier Paolo Pasolini, Gallimard, 1998
- 2001 : L'Odeur de l'Inde de Pier Paolo Pasolini, Gallimard
- 2006 : Pétrole de Pier Paolo Pasolini, Gallimard, réé. 2022, coll. "L'imaginaire"
- 2013 : Adulte ? Jamais de Pier Paolo Pasolini, coll. Points, éditions du Seuil
- 2014 : La Persécution de Pier Paolo Pasolini, coll. Points, éditions du Seuil
- 2015 : Poésie en forme de rose de Pier Paolo Pasolini, éditions Rivages
- 2017 : La Divine Comédie Dante Alighieri, éditions Points
- Descriptions de descriptions de Pier Paolo Pasolini, Rivages, rééd. augmentée Manifeste!
- Amado Mio de Pier Paolo Pasolini, Gallimard
- Pasolini, biographie de Nico Naldini, Gallimard
- L'Homme qui regarde d'Alberto Moravia, Flammarion
- Le Voyage à Rome d'Alberto Moravia, Flammarion, Arléa
- Trente ans au cinéma d'Alberto Moravia, Flammarion
- La Femme léopard d'Alberto Moravia, Flammarion
- Promenades africaines d'Alberto Moravia, Flammarion, Arléa
- La Polémique des poulpes d'Alberto Moravia, Flammarion
- Histoires d’amour d'Alberto Moravia, Flammarion
- Histoires de guerre et d’intimité d'Alberto Moravia, Flammarion
- Claudia Cardinale d'Alberto Moravia, Flammarion
- Les Deux Amis d'Alberto Moravia, Flammarion
- Le Petit Alberto d'Alberto Moravia et Maraini, Michel de Maule, Arléa
- L'Ange de l'information d'Alberto Moravia, Gallimard
- Le Cimetière chinois de Mario Pomilio, Denoël
- Femme par magie de Stefano D'Arrigo, Denoël
- Hermaphrodito d'Alberto Savinio, Fayard
- La Boîte à musique d'Alberto Savinio, Fayard
- Un peu de fièvre de Sandro Penna, Michel de Maule, Grasset « Cahiers rouges »
- Le Capitaine au long cours de Roberto Bazlen, Michel de Maule
- L'Amour heureux de Dario Bellezza, Salvy
- Ciel ancien, terre nouvelle de Ginevra Bompiani, Gallimard
- Le Grand Ours de Ginevra Bompiani, Stock
- L’Âge d’argent de Ginevra Bompiani, Seuil
- Le Portrait de Sarah Malcolm de Ginevra Bompiani, Seuil
- La Maison aux lumières de Paolo Barbaro, Stock
- Une entreprise sans fin de Paolo Barbaro, Stock
- Le Roman d'Angelo de Luchino Visconti, Gallimard
- Le Chemin du retour d'Enrico Palandri, Liana Levi
- Chantilly Express d'Andrea De Carlo, Rivages
- Couleur du temps d'Umberto Saba, Rivages
- Ombre des jours d'Umberto Saba, Rivages
- Toujours ouvert théâtre de Patrizia Cavalli, Rivages
- Le Canzoniere d'Umberto Saba (en collaboration), L'Âge d'Homme
- Femmes de Trieste d'Umberto Saba, José Corti
- La Venexiana, L'Avant-scène théâtre
- Ernesto d’Umberto Saba, Seuil
- J'aime donc je suis de Sibilla Aleramo, Julliard
- Philosophie pratique de Giacomo Leopardi, Rivages
- Ghigò de Giuseppe Bonaviri, Hatier
- La Ruelle bleue de Giuseppe Bonaviri, Seuil
- Histoire incroyable d’un crâne de Giuseppe Bonaviri, Seuil
- LSD, entretiens avec Albert Hofmann de Antonio Gnoli et Franco Volpi[Lequel ?], Payot
- Nostalgie de la beauté de Raffaele La Capria, Pagine d’arte
- Discours sur le suicide de Casanova, Rivages
- Chants de Giacomo Leopardi, Rivages
- L'Italie entre chien et loup de Rosetta Loy, (en collaboration avec Françoise Brun), Seuil
- La Divine Comédie de Dante, Points Poésie
- Federico Fellini de Rita Cirio, Seuil
- Le Canzoniere de Pétrarque, "Poésie" Gallimard, 2018
- Le Banquet de Dante, Seuil
- La Vita Nuova  de Dante, Points Poésie
- La Religion de mon temps de Pier Paolo Pasolini, Rivages
- Piccola de Rosita Steenbeek, Vendémiaire
- L'homme nu et autres poèmes d'Alberto Moravia, Flammarion
- Petit maître de Natsumé Sôseki, Points
- Le pain perdu d'Edith Bruck, Éditions du Sous-Sol
- Pourquoi aurais-je survécu? d'Edith Bruck, Rivages
- Pasolini par Pasollni de Jon Halliday, Seuil
- Vagabonde de Fumiko Hayashi, Vendémiaire "Compagnons de voyage"
- La voix de la vie d'Edith Bruck, Rivages
- C'est moi, François d'Edith Bruck, Sous-Sol
- La flûte de la grue de Fumiko Hayashi, Arfuyen
- Papa de Fumiko Hayashi, Canoë
- Contrechamp d'Edith Bruck, Seuil
- Les dissonances d'Edith Bruck, Rivages
- Une femme célèbre de Fumiko Hayashi, Arfuyen

En collaboration avec Ryôji Nakamura :
- 1985 : Le Jeu du siècle de Kenzaburō Ōe, Gallimard  (ISBN 978-2-07041-477-2)
- 1989 : M/T et les Merveilles de la forêt de Kenzaburō Ōe, Gallimard  (ISBN 978-2-07071-739-2)
- 1993 : Lettres aux années de nostalgie de Kenzaburō Ōe, Gallimard  (ISBN 978-2-07072-707-0)
- 1993 : Arrachez les bourgeons, tirez sur les enfants de Kenzaburō Ōe, Gallimard  (ISBN 2-07073-320-3) ; réédition en 2012, Collection L'Imaginaire (n° 625)  (ISBN 978-2-07013-690-2)
- Moi, d’un Japon ambigu de Kenzaburō Ōe, Gallimard
- Le Faste des morts de Kenzaburō Ōe, Gallimard
- L'Arche en toc de Kōbō Abe, Gallimard
- Rendez-vous secret de Kōbō Abe, Gallimard
- Cahier kangourou de Kōbō Abe, Gallimard
- Histoire de ma mère de Yasushi Inoue, Stock
- Le Village aux huit tombes de Seishi Yokomizo, Denoël, Picquier
- Masques de femmes de Fumiko Enchi, Gallimard
- Oreiller d'herbes de Natsume Sōseki, Rivages
- Clair-obscur de Natsume Sōseki, Rivages
- Le 210e jour de Natsume Sōseki, Rivages
- Le Voyageur de Natsume Sōseki, Rivages
- À travers la vitre de Natsume Sōseki, Rivages
- Mon individualisme de Natsume Sōseki, Rivages
- Svastika de Jun'ichirō Tanizaki, Gallimard
- La Vie secrète du seigneur de Musashi de Jun'ichirō Tanizaki, Gallimard
- Les amours interdites de Yukio Mishima, Gallimard
- Une matinée d’amour pur de Yukio Mishima, Gallimard
- Shōbōgenzō de Dōgen, La Différence
- Yasujirô Ozu de Shigehiko Hasumi, Cahiers du cinéma
- Une voix soudaine de Taeko Kōno, Seuil
- L’Automne de Chiaki de Kazumi Yumoto, Seuil
- Une ville au crépuscule de Kazumi Yumoto, Seuil
- Pianissimo pianissimo de Hitonari Tsuji, Phébus
- Dahlia de Hitonari Tsuji, Seuil
- Les Quatre Saisons de Kyōto de Kaii Higashiyama, Seuil, 2007
- Out de Natsuo Kirino, Seuil
- Ne riez pas de mon histoire d’amour de Nao-Cola Yamazaki, Seuil
- Le Rivage d’une tentation de Kunio Ogawa, Seuil
- Ô vent, ô vent qui parcours le ciel de Yūko Tsushima, Seuil
- Album de rêves de Yūko Tsushima, Seuil
- Chimères de Mori Ōgai, Rivages

### Pour la jeunesse
- 1987 : La Princesse qui aimait les chenilles (en collaboration avec Ryōji Nakamura, illustrations de Claude-Max Lochu), éditions Hatier  (ISBN 2218078589)
- 1990 : Rue de la Méditerranée, illustrations de Mireille Vautier, éditions Hatier  (ISBN 2-218-02733-X)
- 1996 : Le Père Noël du siècle (en collaboration avec Alfredo Arias), Albums Jeunesse, éditions du Seuil  (ISBN 2020308223)
- 1999 : Peines de cœur d’une chatte anglaise d’après P.J. Stahl (en collaboration avec Alfredo Arias), Seuil Jeunesse
- 2005 : La Belle et les Bêtes (en collaboration avec Alfredo Arias), Heyoka Jeunesse, Actes Sud-Papiers  (ISBN 2742752846)

### Scénario
- 2013 : Violette de Martin Provost

## Récompenses et distinctions

### Prix
- 1986 : Prix Valery-Larbaud et prix Broquette-Gonin (de l'Académie française) pour son roman L'Or et la Poussière[8],[9] (Gallimard)
- 1986 : Prix littéraire de l'Asie pour L'Extrémité du monde[10] (Denoël)
- 1991 : Prix BolognaRagazzi, catégorie Prix Graphique, Foire du livre de jeunesse de Bologne[11] (Italie) pour Rue de la Méditerranée, pour les illustrations de Mireille Vautier
- 2008 : Premio Agostino Lombardo/Mondello pour la traduction de I due amici (Les Deux Amis) d'Alberto Moravia (Flammarion), décerné le 24 mai 2008 à Mondello
- 2012 : Prix Italie & Co pour Noir souci (Flammarion)
- 2018 : Prix Elsa Morante-Morantiano pour Elsa Morante, une vie pour la littérature (Tallandier), décerné à Naples le 22 mai 2018
- 2018 : Prix Dante-Ravenna pour sa traduction de la Divine Comédie (Points), décerné à Ravenne le 15 septembre 2018
- 2021: Prix Francesco De Sanctis pour la version italienne de Elsa Morante, una vita per la letteratura (Neri Pozza), traduit par Sandra Petrignani, décerné à Rome le 14 avril 2021.